# Hablum
Hablum – władca gutejski, następca Ibranuma, który według Sumeryjskiej listy królów miał rządzić Sumerem przez 2 lata.